# Pharmacophagus antenor
Pharmacophagus antenor (popularmente conhecida, em inglês, dovetail, antenor ou Madagascar giant swallowtail; com a antiga denominação científica Papilio antenor ou Atrophaneura antenor e com Pharmacophagus sendo seu subgêneroː Atrophaneura (Pharmacophagus) antenor) é uma borboleta da família Papilionidae e subfamília Papilioninae, encontrada na região afro-tropical e endêmica da ilha de Madagáscar, no sudeste da África. É a única espécie do seu gênero (táxon monotípico; Pharmacophagus). É também considerada a única espécie afro-tropical da tribo Troidini. Foi classificada por Dru Drury, com a denominação de Papilio antenor, em 1773, na obra Illustrations of exotic entomology: containing upwards of six hundred and fifty figures and descriptions of foreign insects, interspersed with remarks and reflections on their nature and properties. Suas lagartas se alimentam de plantas do gênero Aristolochia (família Aristolochiaceae).

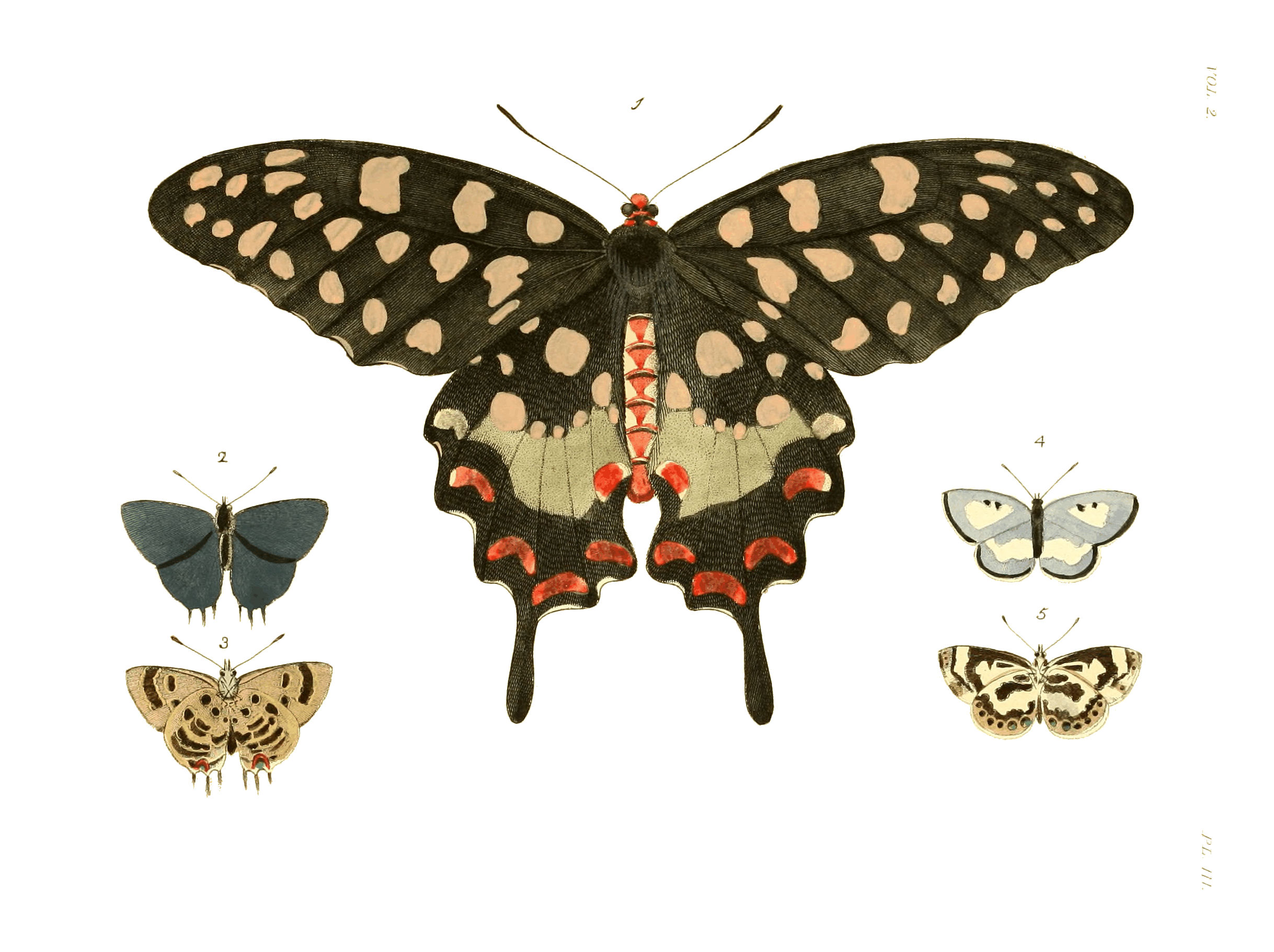
Ilustração do ano de 1770 com a descrição original de P. antenor por Drury; publicada em Illustrations of Natural History.

## Descrição
Esta espécie é a maior borboleta de Madagáscar e possui, vista por cima, asas com envergadura máxima de 12 a 14 centímetros, com um padrão geral enegrecido e com manchas brancas características, distribuídas principalmente em suas asas anteriores. A metade final de suas asas posteriores é dotada de manchas esverdeadas e com lúnulas vermelhas na borda; onde se destacam caudas colheriformes. O lado inferior é similar ao lado superior do inseto e sua fêmea não possui manchas vermelhas, mas de coloração laranja.

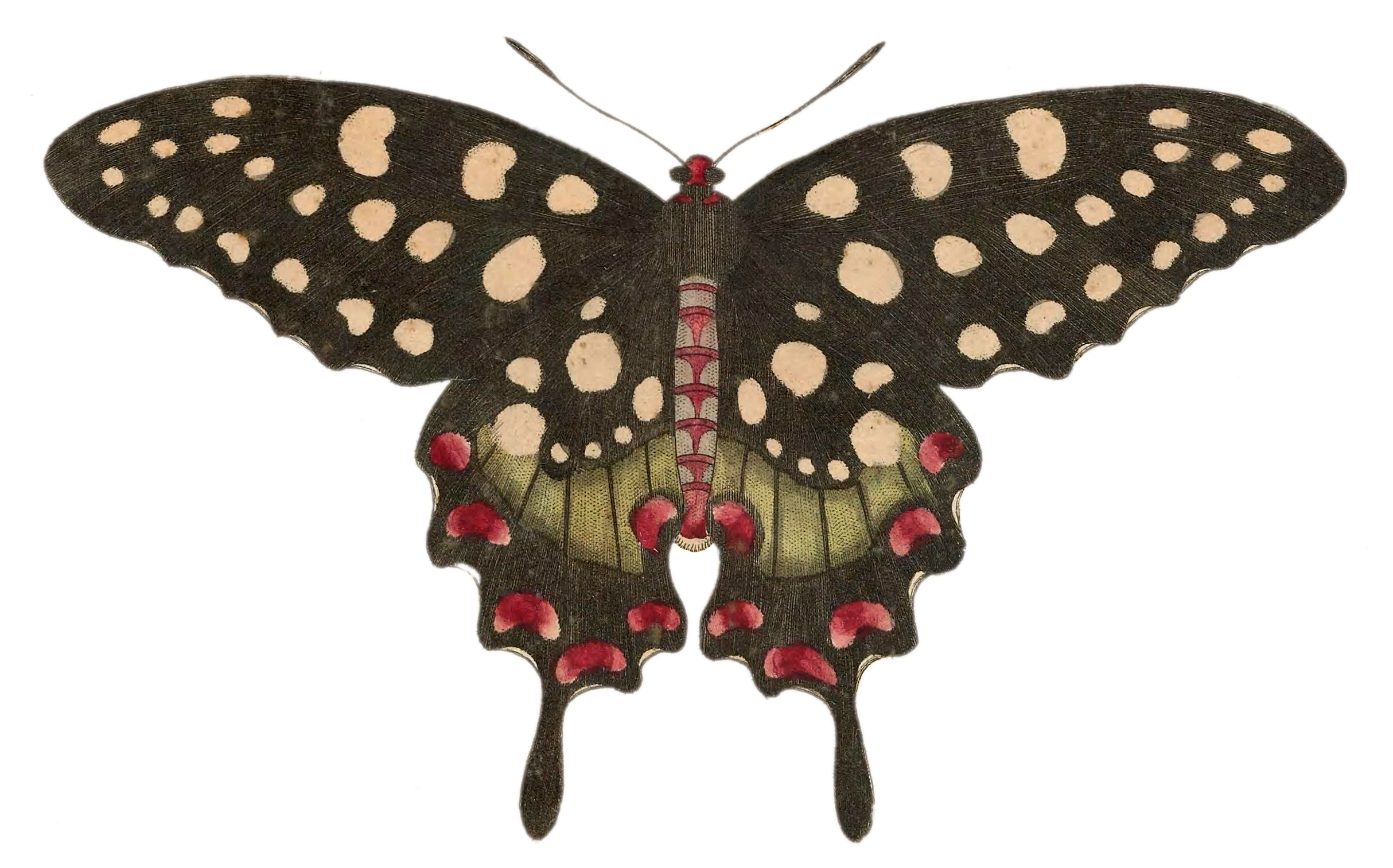
Ilustração publicada no ano de 1789, por George Shaw, com a vista superior de P. antenor; retirada de The Naturalist's Miscellany, or Coloured Figures of Natural Objects.

## Habitat
P. antenor voa em florestas secas, matagais e habitats antrópicos, visitando flores, sendo uma espécie bem distribuída e aparentemente comum, parecendo sobreviver bem em terras cultivadas e sendo criada comercialmente para a confecção de souvenirs.

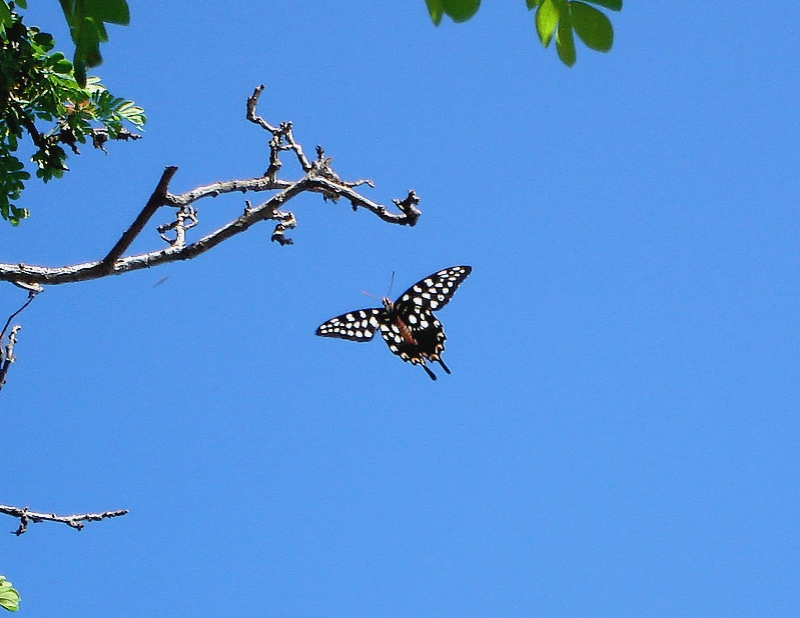
Fotografia de P. antenor em voo, na província de Atsimo-Andrefana.